# Henzi-Verschwörung

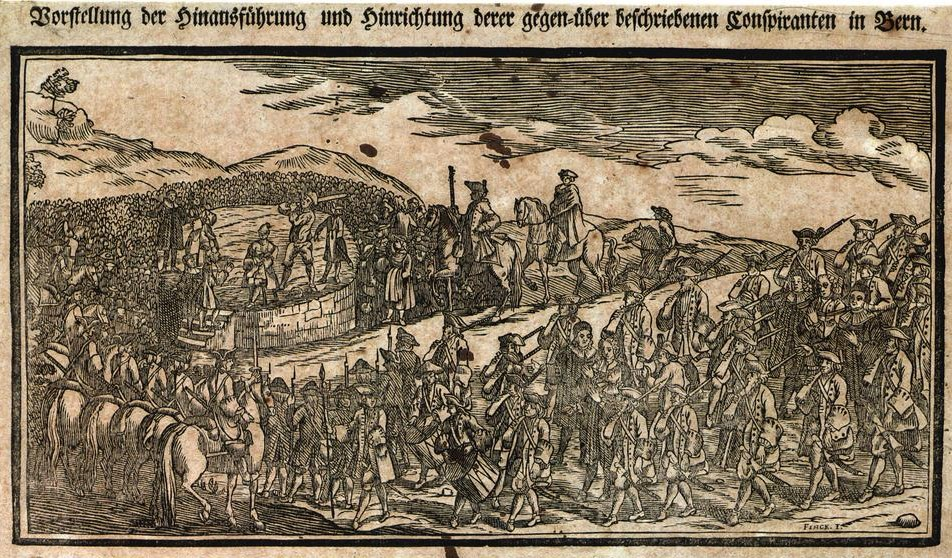
Vorstellung der Hinausführung und Hinrichtung derer gegen-über beschriebenen Conspiranten in Bern., Hinrichtung von Samuel Niklaus Wernier, Samuel Henzi und Emanuel Fueter (1749), möglicherweise Illustration aus der Zeitschrift Der hinkende Bot, Burgerbibliothek Bern, Mss.h.h.XIV.70

Die Henzi-Verschwörung (in Bern auch Burgerlärm genannt) fand 1749 statt und war der Versuch einiger Bürger der Stadt Bern, die Herrschaft der regierenden Patrizierfamilien zu stürzen.

## Vorgeschichte
Im 18. Jahrhundert waren nur etwa 80 der etwa 350 Burgerfamilien im Rat der Stadt Bern vertreten. Die Alleinherrschaft weniger Patrizierfamilien, die die lukrativen Staatsämter besetzten, erregte immer mehr den Ärger der nicht-regierenden Burgerfamilien.
Bereits 1710, 1735 und 1744 äusserten sich verschiedene unzufriedene Burgerfamilien kritisch über den Wahlmodus des Grossen Rats. Sie forderten in Denkschriften, dass sich das Patriziat für die Burgerfamilien wieder öffnen und diese an der Regierung beteiligt werden sollten. 1744 reagierte die Patrizierrepublik Bern hart und es kam zu Geldbussen und Verbannungen. Unter den Verbannten waren Samuel Henzi sowie die Brüder Johann Samuel König  und Johann Daniel König (1715–1747), Söhne des pietistischen Theologen Samuel König.

## Verschwörung

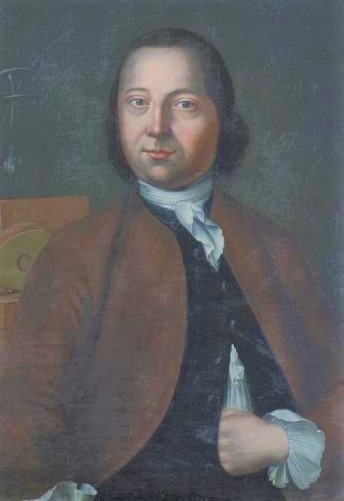
Johann Friedrich Küpfer (um 1740)

Am 25. Juni 1749 trafen sich mehrere Handwerker, Kaufleute, Stadtangestellte, Offiziere und Studenten, unter ihnen die Anführer Gabriel Fueter (1714–1785), Spezierer, Stadtleutnant Emanuel Fueter (1703–1749), Drechsler, Samuel Niklaus Wernier (1707–1749), Kaufmann, und Gottfried Kuhn (1709–?), heimlich in der Indiennefärberei von Johann Friedrich Küpfer (1708–1766) im Sulgenbach. Samuel Henzi, Schwager Werniers, verfasste ein Memorial mit dem Titel «Project, der Regierung eine andere Form zu geben». Schwerpunkte waren:
- Errichtung einer Zunftverfassung
- Gemeindeversammlung als oberstes Organ
- Volkswahl der Beamten, beschränkte Amtsdauer
- Neuorganisation des Kleinen Rats
- Veröffentlichung der Staatsrechnung
- Öffnung der Archive
- Alle Ämter und Stellen in Politik, Verwaltung und Militär sollen allen Bürgern offenstehen
- Beachtung der geltenden Gesetze durch das Patriziat

Der Ratsherr Johann Anton Tillier wurde am Abend des 2. Juli 1749 durch den Theologiestudenten Friedrich Ulrich (1720–1781) von den Absichten der Gruppe unterrichtet.

## Reaktion der Regierung

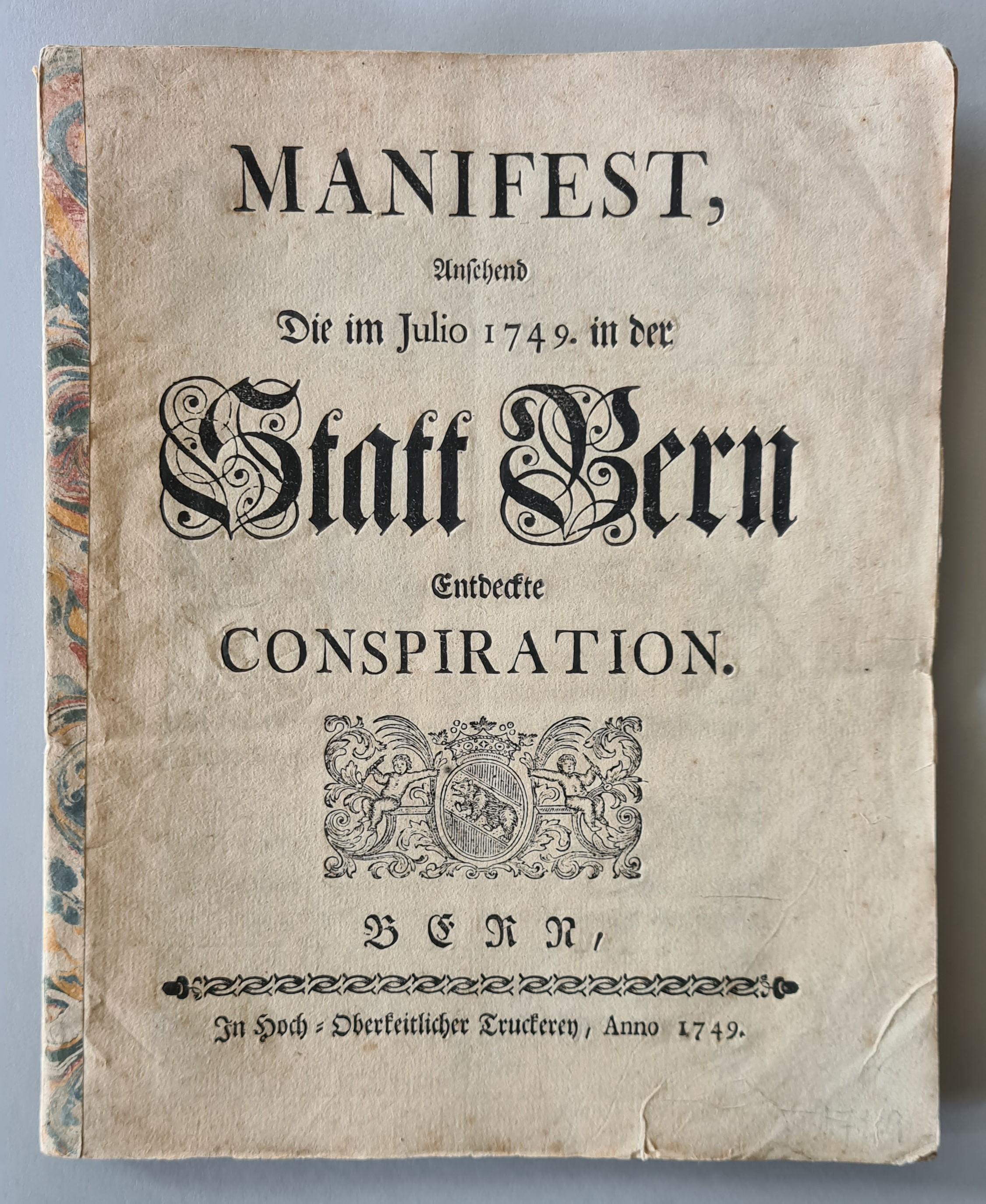
Manifest, ansehend Die im Julio 1749. in der Statt Bern Entdeckte Conspiration (1749)

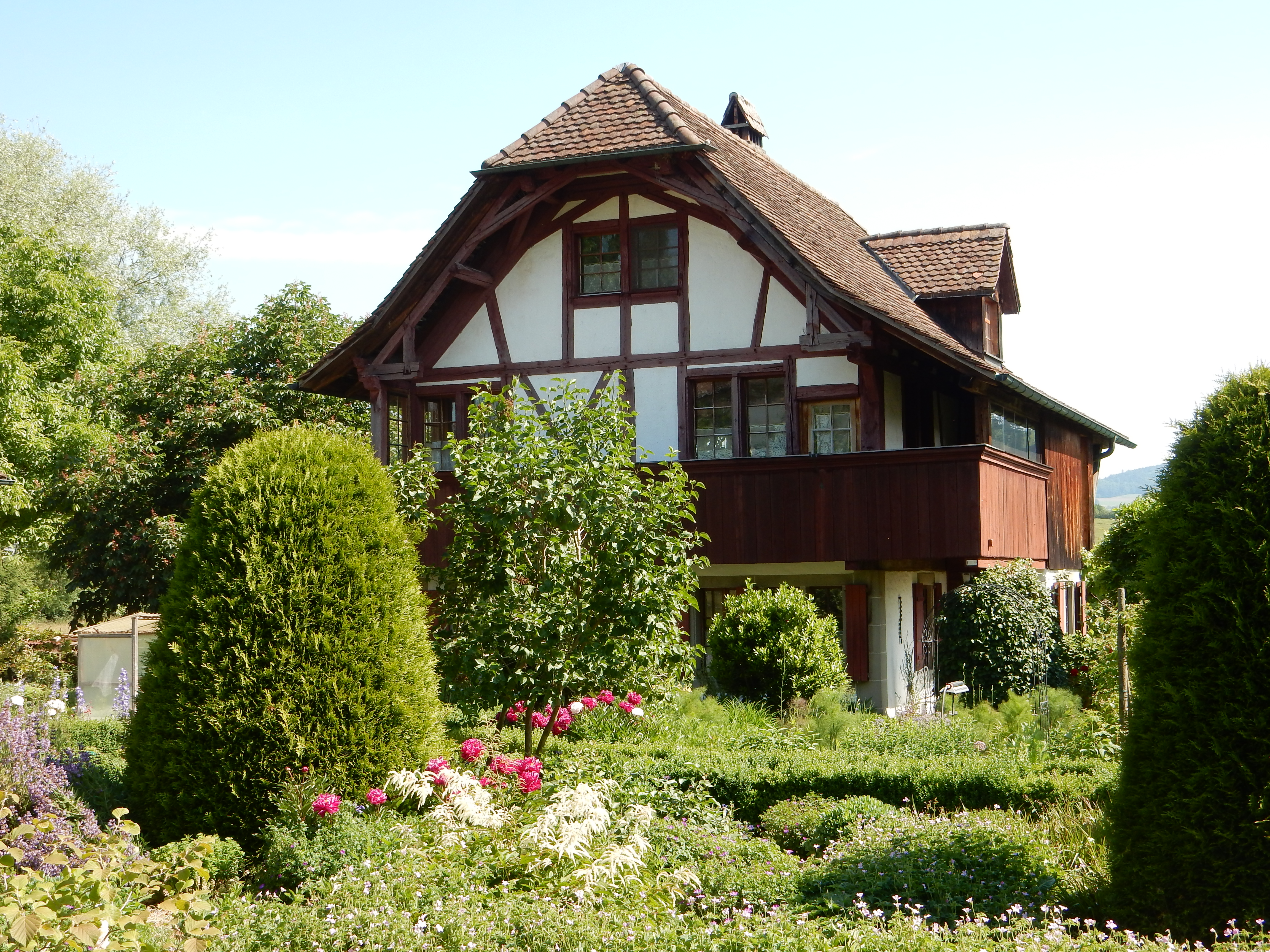
In diesem, Henzistock genannten, Haus traf sich die Gruppe um Henzi. Das Haus wurde 1977 abgebrochen und 1981 beim Schloss Wittigkofen wieder aufgebaut (Foto 2020).

Johann Anton Tillier informierte am 3. Juli den geheimen Rat, der unverzüglich in der ganzen Stadt verdeckt nach den Verschwörern suchen liess. Der geheime Rat beschloss, die Verhaftungen durch jüngere Mitglieder des Grossen Rats, darunter den Grossweibel Friedrich Willading und den Gerichtschreiber Niklaus Gatschet, vornehmen zu lassen. In Stettlen wurden Milizen zusammengezogen, die Mitglieder der Räte wurden aufgefordert, sich zu bewaffnen. Gabriel Fueter und Gottfried Kuhn konnten sich der Verhaftung entziehen. Henzi, Wernier und Emanuel Fueter wurden bereits wenige Tage später zum Tode verurteilt und am 17. Juli 1749 vor dem Oberen Tor enthauptet. Augenzeugen zufolge musste der Scharfrichter Joseph Hotz (1691–1762) allen drei Verurteilten zwei oder drei Hiebe versetzen, bei Fueter ging der erste Hieb in die Schulter. Andere Verschwörer wurden entweder unter Hausarrest gestellt oder verbannt.
1779 gewährte die bernische Regierung den Nachfahren der Arrestierten und Verbannten wieder das Burgerrecht. 1780 liess man diese wieder zurückkehren.
Die bernische Regierung liess ihre Darstellung der Verschwörung samt den ergangenen Urteilen in einer Broschüre unter dem Titel Manifest, ansehend Die im Julio 1749. in der Statt Bern Entdeckte Conspiration drucken und verbreiten.

## Rezeption
Die ausländische Presse berichtete ausführlich und teilweise kontrovers über die Henzi-Verschwörung. Gotthold Ephraim Lessing regte sie zu seinem von ihm auf 1749 datierten, 1753 veröffentlichten Dramenfragment Samuel Henzi an. Eine Figur in Der Verdacht von Friedrich Dürrenmatt, der heruntergekommene Schriftsteller Fortschig, erwähnt den «armen Henzi», über den Lessing eine Tragödie schreiben wollte, als Beleg dafür, dass in Bern seit jeher «eine heillose Diktatur ... genistet» habe. Der Historiker Andreas Würgler bezeichnete 2008 «Programm, Planung und Durchführung» der Verschwörung als dilettantisch.